# Mons Huygens
Mons Huygens – góra w północnej części widocznej strony Księżyca. Jej średnica to około 42 km. Wznosi się na wysokość 5,5 km i często jest podawana jako najwyższa góra na Księżycu.
Mons Huygens leży w łańcuchu Montes Apenninus. W tych samych górach, na zachód od niej leży mniejsza Mons Ampère, a nieco na północny wschód Mons Bradley. Na północnym zachodzie znajduje się morze księżycowe Mare Imbrium.
Nazwa nadana w 1961 roku upamiętnia holenderskiego astronoma, matematyka i fizyka Christiaana Huygensa.